# Питтак (царь эдонов)
Питтак (др.-греч. Πιττακός) — царь фракийского племени эдонов, упоминаемый в связи с событиями Пелопоннесской войны.
О Питтаке в своей «Истории» сообщает Фукидид. Когда в декабре 424 года до н. э. амфипольцы сдались Брасиду, на сторону Спарты перешёл эдонский город Миркин — после того как Питтак был убит собственной супругой Бравро и сыновьями некоего Гоаксия. Более о них, как отметил Г. А. Стратановский, ничего не известно.
По замечанию Т. Д. Златковской, Питтак был полностью самостоятельным правителем. Хотя часть племён союза юго-западных фракийцев, живших между Аксием и Стримоном, подчинялись Македонии, другие — занимавшие земли в междуречье нижнего Стримона и Неста — сохраняли свою независимость и от македонян, и от одрисов.